# Ryan Hewitt
Ryan Michael Hewitt (Denver, 24 gennaio 1991) è un ex giocatore di football americano statunitense che ha militato nel ruolo di tight end nella National Football League (NFL). Al college ha giocato per Stanford. Firmò con i Cincinnati Bengals come undrafted free agent nel 2014.

## Carriera universitaria
Hewitt giocò a football alla Stanford University dal 2009 al 2013. Terminò la sua carriera universitaria con 59 ricezioni per 473 yard e sei touchdown.

## Carriera professionistica

### Cincinnati Bengals
Hewitt firmò con i Cincinnati Bengals dopo non essere stato scelto da nessuna squadra nel corso del draft NFL 2014. Giocò con la squadra dell'Ohio sino al 2017 disputando 60 partite.

### Indianapolis Colts
Il 3 settembre 2018 Hewitt firmò con gli Indianapolis Colts. Terminò la stagione 2018 con dodici presenze (due da titolare) e un touchdown su ricezione.

### Tennessee Titans
Il 13 giugno 2019 Hewitt firmò con i Tennessee Titans. Fu svincolato il 31 agosto 2019.